# Guillaume Gosselin
Pour les articles homonymes, voir Gosselin.
Guillaume Gosselin né à Caen et mort vers 1590 est un mathématicien français. Traducteur de Tartaglia, il est de la même famille que Jean Gosselin, né à Vire et qui fut bibliothécaire des rois Charles IX, Henri III et Henri IV.

## Des œuvres importantes

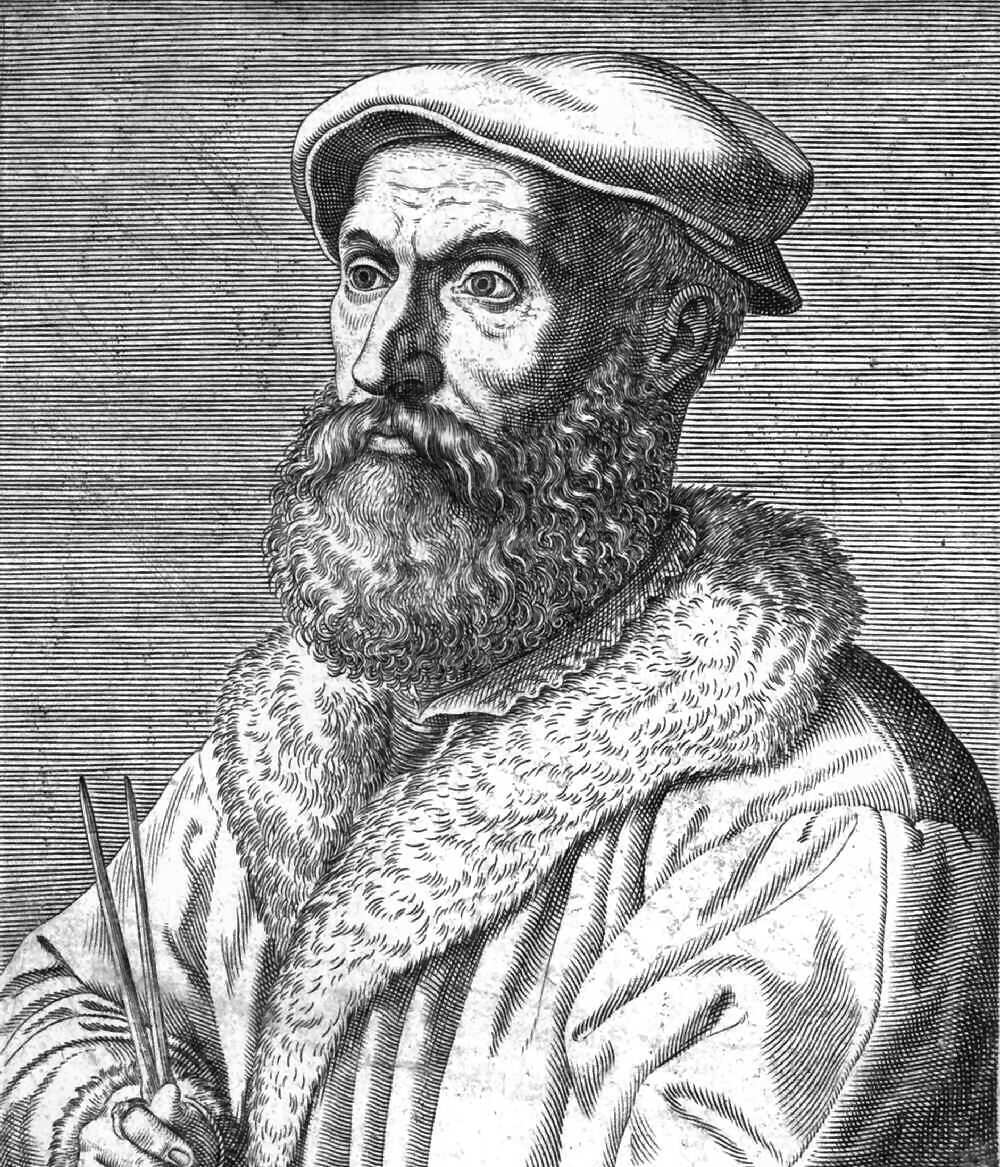
Niccolo Fontana Tartaglia

Guillaume Gosselin a joui en son temps d’une assez grande réputation. Il a œuvré au rétablissement des mathématiques grecques en cours à la Renaissance. Il a également contribué, avec Peletier du Mans, à promouvoir l’usage de la langue française dans les matières scientifiques.
S'inspirant de Jacques Peletier, Guillaume Gosselin publie à Paris, en 1577 une algèbre en latin, intitulée De Arte Magna et, en 1578, une traduction en français, intitulée  Arithmétique de Tartaglia.
Le De Arte Magna forme le lecteur à la méthode algébrique de ses prédécesseurs au travers des problèmes arithmétiques de Diophante que Gosselin a découverts dans la traduction latine de Guilielmus Xylander (1575).
Il y récapitule les règles arithmétiques classiques qui fondent l'algèbre : calculs additifs sur les progressions géométriques, extractions de racines, calculs d'expressions irrationnelles et notations des objets de l'algèbre (livre I et II) ; puis les règles de résolution des équations du premier et second degré à une inconnue avec coefficients numériques (livre IIII). Enfin, il donne la résolution de systèmes à plusieurs inconnues, via des combinaisons linéaires, les inconnues étant désignées par deux lettres (livre IV). Pour autant, en dépit d'une modernité certaine, son style demeure essentiellement rhétorique.
Dans l'Arithmétique de Tartaglia, Gosselin, traducteur et commentateur, expose et résout les problèmes hérités de Fibonacci (Liber Quadratorum, Pise, 1225), par des méthodes empruntées à Diophante. 
Son travail est un de ceux qui ont sans doute le plus influencé François Viète dans sa formulation de L'algèbre nouvelle. Frédéric Ritter a montré que parmi les mathématiciens vivant à Paris à l'époque de Viète figurait Guillaume Gosselin. Moritz Cantor soulignait pour sa part la similitude des techniques de résolution des équations cubiques par Viète et celles de l'école italienne qu'avait traduite Gosselin.

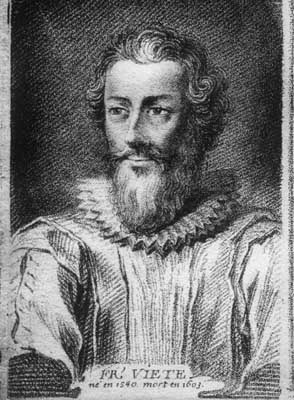
François Viète

On prétendit qu'un événement tragique survint en 1600 et que, parvenu à un âge très avancé, il aurait péri dans l'embrasement de sa bibliothèque. Il s'agit vraisemblablement d'une confusion avec le bibliothécaire Jean Gosselin d'après un récit de Pierre de L'Estoile. On connaît en revanche des vers de Courtin de Cissé conseillant à Gosselin de suspendre un temps l'étude des mathématiques :
« Laisse aujourd'hui ton subtil Diophante

Ton Ptolémée et de peine savante 

Ne monte plus au cieux

Les nombres sourds et les distraits encores

Et l'art caché du docte Pythagore

Ne sont que trop facheux. »

## Œuvres
- De arte magna seu de occulta parte numerorum quae et Algebra et Almucabala vulgo dicitur, 1577 , lire en ligne

- L’arithmétique de Nicolas Tartaglia Brescian. divisée en deux parties, contenant dix-huit Livres, en lesquels sont contenues & expliquées toutes les pratiques & règles néceſſaires, non-ſeulement pour les Marchands & tout l'Art Négociatoire, mais auſſi pour tout autre Art & Science, laquelle a besoin de calcul : le tout par règles brièves & promptes; avec toutes les démonstrations mathématiques & pluſieurs Inventions dudit Gosselin, traducteur, éparses chacune en son lieu, imprimée à Paris par Gilles Beys, 1578 et Plantin à Anvers (la même année). L'Arithmetique de Niccolò Tartaglia, traduite et commentée par Guillaume Gosselin lire en ligne
- de Ratione discendæ docendæque mathematices repetita prælectio en 1583. Bibliothèque Nationale : Vélins. 1991. Dans ce traité inédit, Gosselin révèle que deux juristes attendent les résultats de ses recherches sur Diophante : François Viète et Jacques Cujas[5]
- De arte magna libri IV / Traité d'algèbre suivi de Praelectio / Leçon sur la mathématique, Introduction, traduction et commentaires par Odile Le Guillou-Kouteynikoff, Les Belles Lettres, 2016.